# ダイナ・ショア
ダイナ・ショア（Dinah Shore、1916年2月29日 - 1994年2月24日）は、アメリカ合衆国の歌手、女優。テネシー州ウィンチェスター出身。
1950年代から1960年代にかけて『The Dinah Shore Show』などのテレビ番組で多大な人気を博す。後年には女子プロゴルフの発展にも貢献し、1994年に世界ゴルフ殿堂入りをしている。

## 生い立ち
フランシス・ローズ・ショアはテネシー州ウインチェスターで父ソロモン・ショアと母アナ（旧姓スタイン）のもとに、姉ベシーに続く次女として生まれた。2歳の頃、ポリオにかかり、当時有効な治療法がなく、ただベッドに横になっているしかなかった。彼女の両親は献身的に看病して回復に向かったが、足が変形して引きずるようになった。しかし身体障碍とまでいうものではなかった。幼少の頃から歌うことが好きで、コントラルト（女声の最低音域）のオペラ歌手を目指していた母親が彼女を勇気づけた。父親は自身が経営する店に彼女をよく連れていき、彼女は客のために即興で歌っていた。1924年、一家はテネシー州マクミンビルに転居し、父はデパートを開業した。5年生の時、一家はテネシー州ナッシュビルに転居し、彼女はここで小学校を卒業した。足のことがあって内気だったが、活発にスポーツをするようになり、ナッシュビルのヒューム・フォグ高等学校でチアリーダーとなり、他の活動にも参加するようになった。14歳の時、唯一両親がそばで見守ることができるナイトクラブで失恋や片思いの曲を歌うトーチ・シンガーとしてデビューし、両親は彼女の演奏時間の少し前にこっそり席に着いていた。当時の彼女の給料は10ドル（2015年の貨幣価値で141ドル）であった。彼女がここでの演奏を辞めることになった際、プロになることは一旦留まらせた。
16歳の時母親が心筋梗塞で突然亡くなり、彼女は学業に専念することを決意した。ヴァンダービルト大学に進学し、ソロリティのAlpha Epsilon Phi を含む多くの活動やイベントに参加した。1938年、社会学学士を取得して卒業した。その数年前に彼女は『グランド・オール・オープリー』を訪れ、ナッシュビルのラジオ局WSM (AM)にデビューした。ショアは歌手への道を再び追い求めることを決心し、大学在学中の夏休みおよび卒業後にオーケストラのオーディションのためニューヨークを訪れた。彼女が受けたほとんどのオーディションでポピュラー・ソングの『ダイナ』を歌った。ディスク・ジョッキーのマーティン・ブロックが彼女の名を覚えられず彼女を「ダイナ・ガール」と呼んで定着したため「ダイナ」が芸名となった。ショアはニューヨークのラジオ局WNEW に雇われ、フランク・シナトラの歌を歌った。ザビア・クガート・オーケストラと演奏およびレコーディングを行ない、1940年、RCAビクター・レコードと契約した。

## 映画
- Thank Your Lucky Stars（1943年）
- Follow the Boys（1944年）
- ダニー・ケイの新兵さん Up in Arms（1944年）ヴァジーニア・メリル
- ユーコンの美女 Belle of the Yukon（1944年）アカデミー賞歌曲賞ノミネート 「Sleighride in July」
- メイク・マイン・ミュージック Make Mine Music（1946年）Voice
- 雲流るるはてに Till the Clouds Roll By（1946年）
- ファン・アンド・ファンシーフリー Fun And Fancy Free（1947年）Voice
- Aaron Slick from Punkin Crick（1952年）Josie Berry
- オー!ゴッド Oh, God!（1977年）カメオ出演

## CM
- ゼネラルモーターズ シボレー - See the USA in Your Chevroletを歌ったことでも知られる。

## 日本公演
- 1984年

10月3日,4日 六本木カサブランカ、5日 中野サンプラザ